# Berkel-Enschot
Pour les articles homonymes, voir Berkel (homonymie).
Berkel-Enschot est un village situé dans la commune néerlandaise de Tilbourg, dans la province du Brabant-Septentrional. Le 1er janvier 2006, le village comptait environ 12 500 habitants.

## Galerie

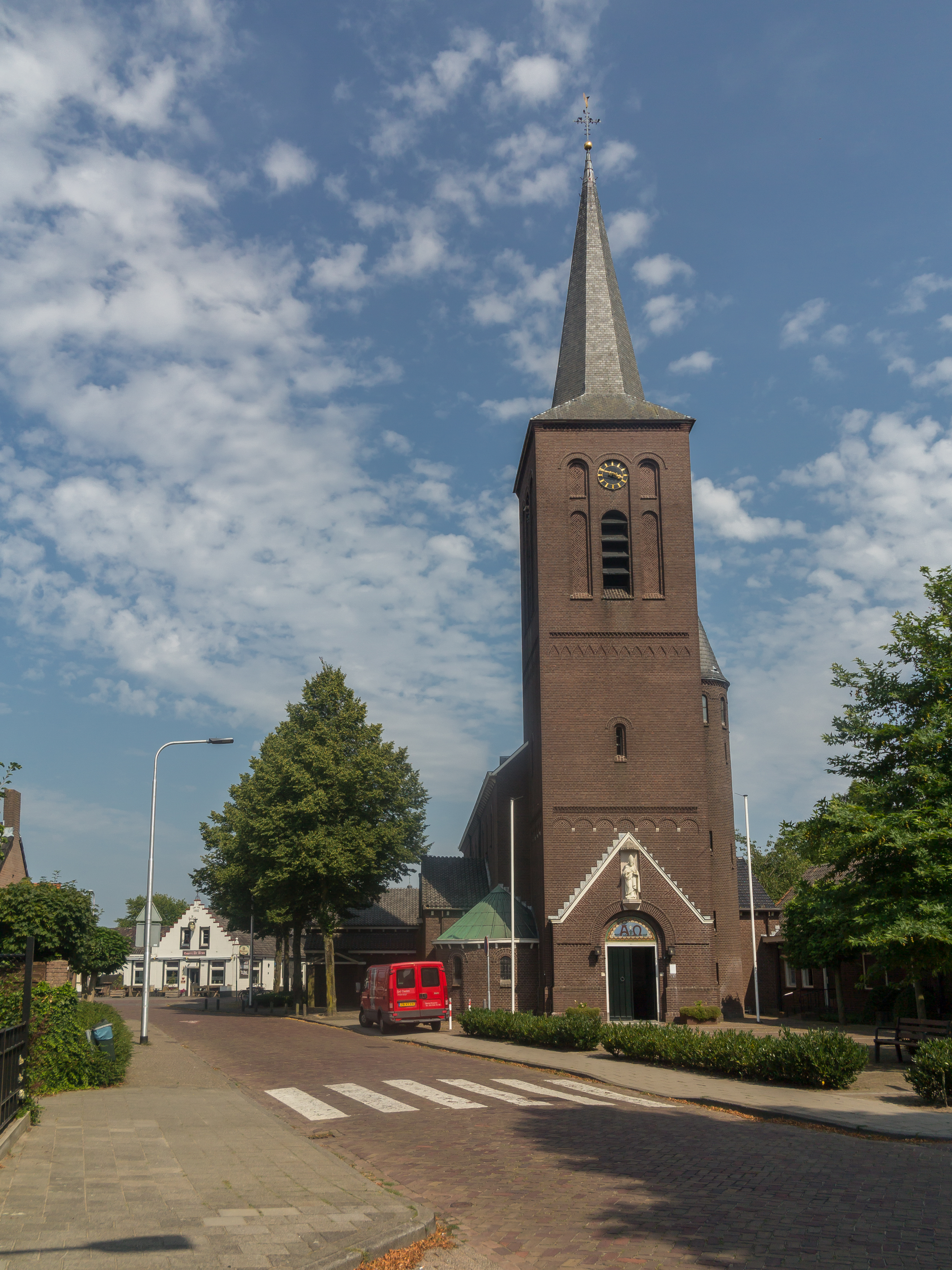
L'église : de Sint Willibrorduskerk
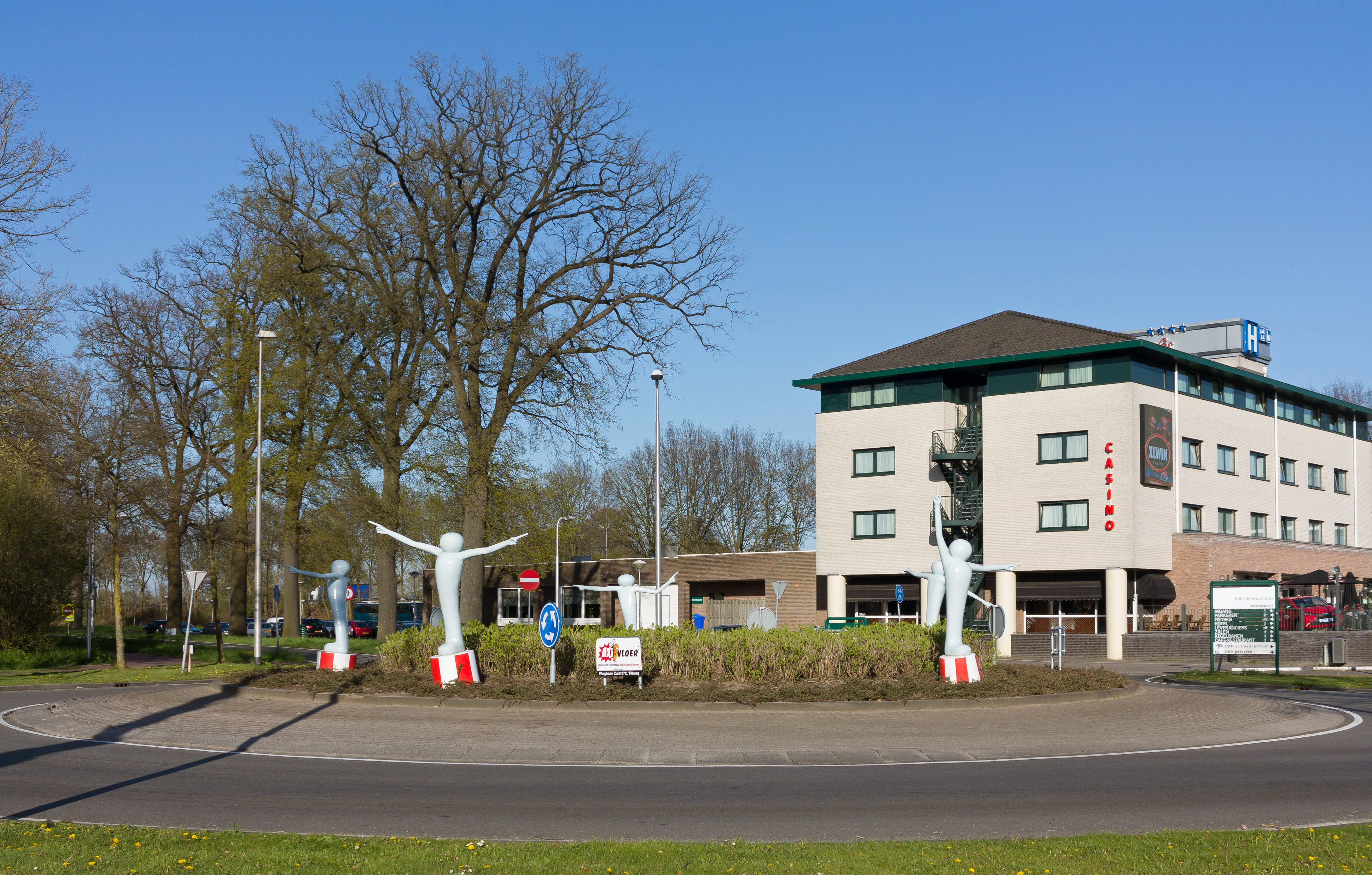
Carrefour giratoire de Puccinilaan
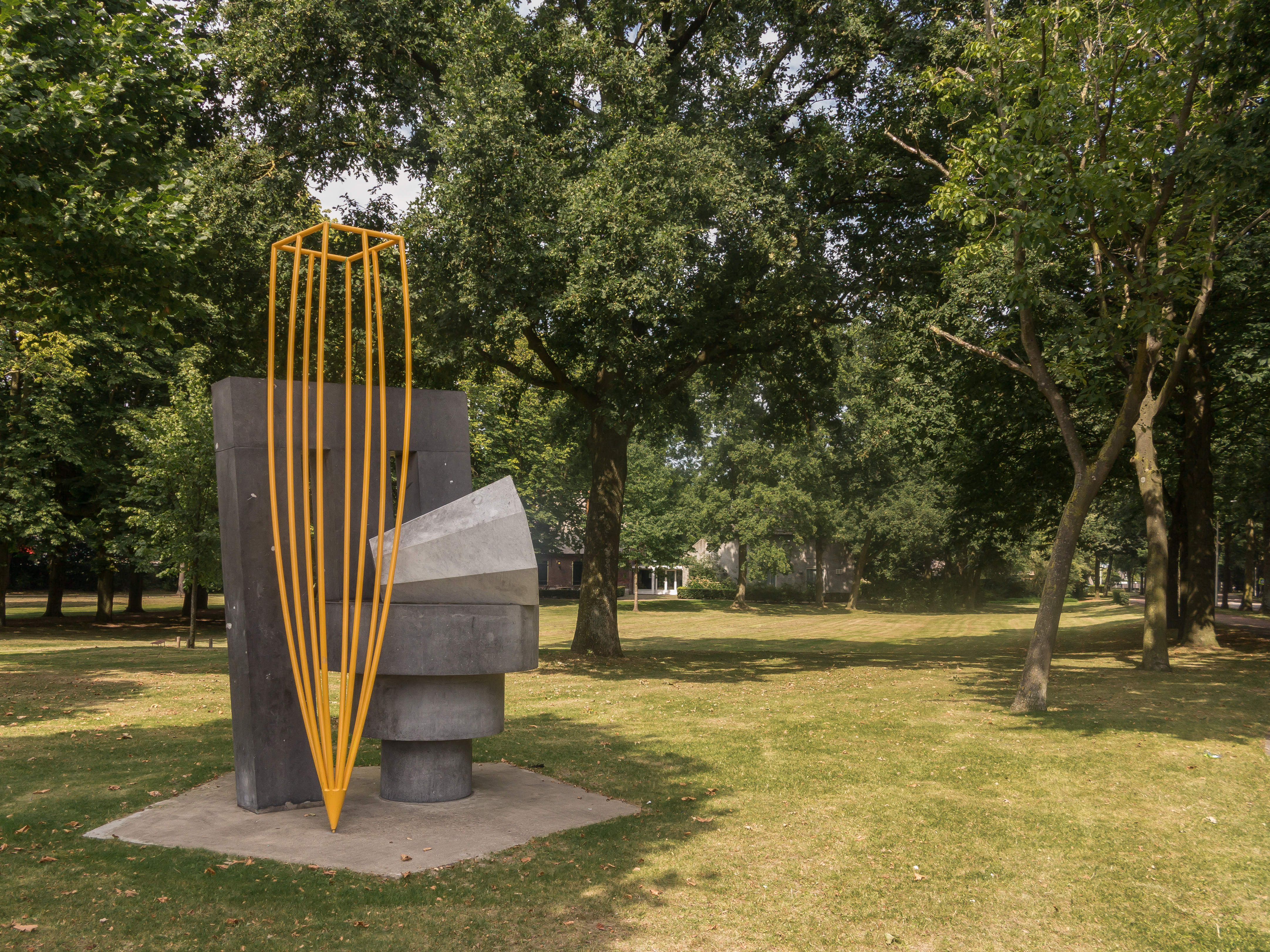
Sculpture près d'Eisenhowerlaan-Durendaelweg

## Histoire
Berkel-Enschot a été une commune indépendante jusqu'au 1er janvier 1997, date de son rattachement à la commune de Tilbourg.

## L'abbaye de Koningshoeven
L'abbaye de Koningshoeven est un monastère des trappistes qui se trouve à Berkel-Enschot. Sur le site, l'on produit une bière trappiste nommée La Trappe.